# Ямозеро (озеро, Республика Коми)
Ямо́зеро (Ясмезеро) — реликтовое озеро ледникового происхождения на юго-западе Усть-Цилемского района России. Первый по величине природный водоём Республики Коми, расположенный в центральной пониженной части Тиманского кряжа на водоразделе Печоры и Мезени.
Название происходит от ненец. ям — «море».
Озеро находится в болотистой местности на высоте 212 метров. Площадь зеркала — 31,1 км², площадь водосборного бассейна — 119 км². Размеры озера — 7—10 на 5—6 километров. Котловина озера имеет ледниковое происхождение. Дно устлано илами мощностью до 1 метра. Вода в озере повышенной мутности, пресная.
На западе в озеро впадают реки Чёрная и Брусничная Виска, вытекает Печорская Пижма.
В озере водятся щука, окунь, лещ, речной гольян.
Код объекта — 03050300211103000019469.